# Urojaine, Tokmak
Urojaine (în ucraineană Урожайне) este un sat în comuna Ostrîkivka din raionul Tokmak, regiunea Zaporijjea, Ucraina.

## Demografie
Componența lingvistică a localității Urojaine
     Ucraineană (85,99%)
     Rusă (13,58%)
     Alte limbi (0,22%)
Conform recensământului din 2001, majoritatea populației localității Urojaine era vorbitoare de ucraineană (85,99%), existând în minoritate și vorbitori de rusă (13,58%).